# Nil Bleu
Pour les articles homonymes, voir Nil Bleu (homonymie).
Le Nil Bleu ou Bahr el-Azrak (en arabe : al-Baḥr al-Azraq) est un cours d'eau d'Afrique de l'Est qui prend naissance au lac Tana sur les hauts plateaux abyssins, puis qui forme le Nil lors de sa confluence avec le Nil Blanc à Khartoum, au Soudan.

## Nom
En amharique, le nom du fleuve est ጥቁር አባይ (ṭeḳur abāy, « Nil foncé ») ; son cours supérieur est appelé ዓባይ (Abbay). Il est parfois assimilé au fleuve Gihon, mentionné dans la Genèse comme traversant l'Éden.
En arabe, le fleuve s'appelle النيل الأزرق (an-Nīl al-Āzraq, « Nil Bleu »).
Une hypothèse sur l'origine du nom du fleuve voudrait qu'elle provienne de sa couleur foncée, due à sa forte teneur en limon, par contraste avec celle du Nil Blanc, plus claire. Une autre hypothèse est que son nom provient de la désignation universelle du point cardinal est depuis la plus haute Antiquité selon le code géo-chromatique (le blanc désignant l'ouest, comme pour le Nil Blanc).

## Géographie

### Parcours

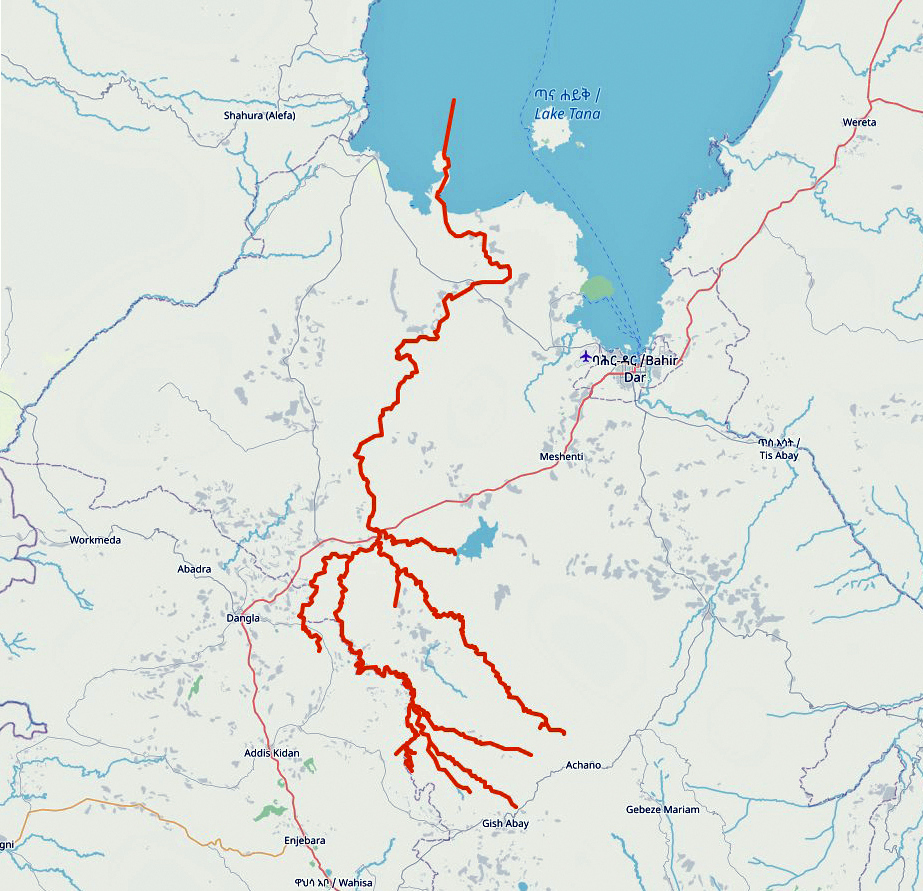
Nil bleu à partir de Gish Aber
Carte interactive

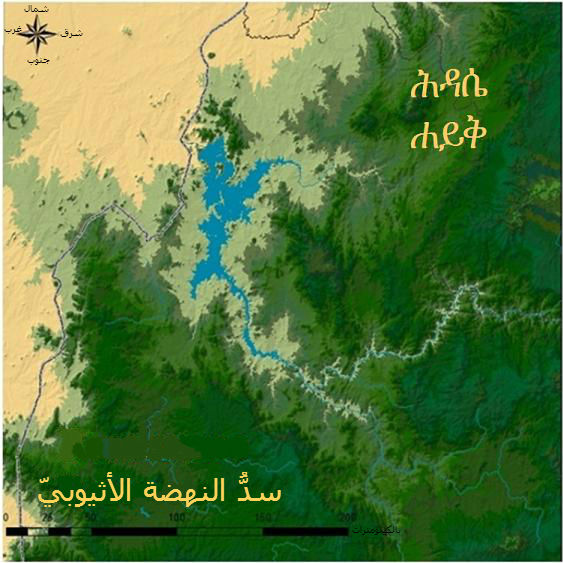
Vue satellitaire de la même zone de la source du Nil Bleu.

Le cours du Nil Bleu débute au lac Tana, sur les hauts plateaux abyssins. Bien que plusieurs ruisseaux alimentent le lac Tana, la source sacrée de la rivière est généralement considérée comme étant une petite source à Gish Abbaï, à une altitude d'environ 2 745 m. Le ruisseau résultant, le Petit Abbaï, s'écoule vers le nord vers le lac Tana. Les autres affluents importants du lac sont, dans le sens des aiguilles d'une montre à partir de Gorgora, la Magech, la Gumara du Nord, la Reb, la Gumara et la Kilte.
L'émissaire du lac Tana, sous le nom de Grand Abbaï, s'écoule pendant 40 km vers le sud avant d'arriver aux chutes de Tissisat, hautes de 50 m. Il entre alors dans un canyon d'environ 400 km de long, aux falaises de basalte, coupé de rapides, profond par endroits de 1 200 m.

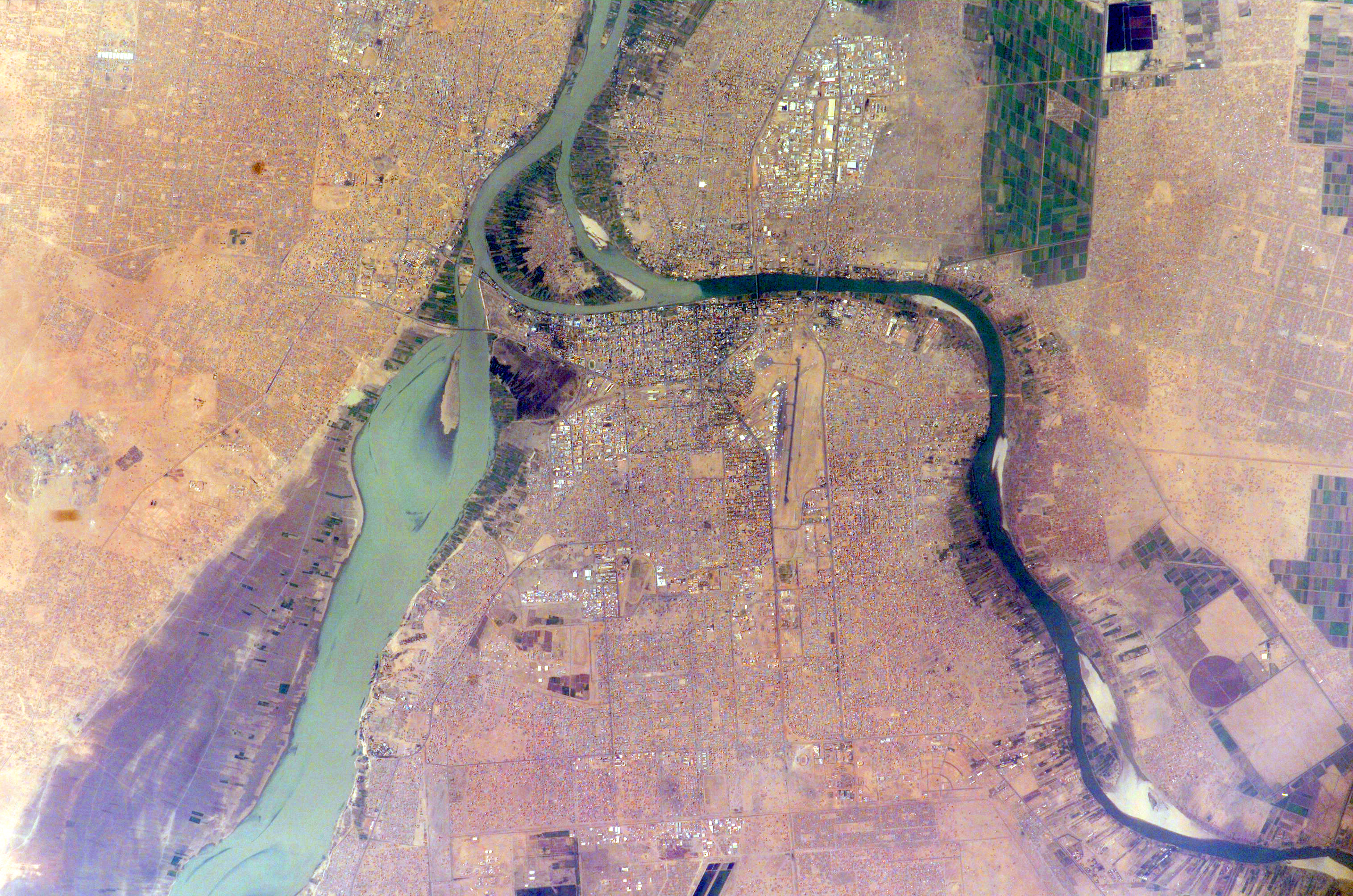
Vue aérienne de la zone de confluence des Nil Bleu et Blanc. Khartoum est située au centre et en bas, Omdurman à gauche et Bahri à droite, chacune sur une rive. L'île de Tuti est visible au centre du confluent, entre les trois villes.

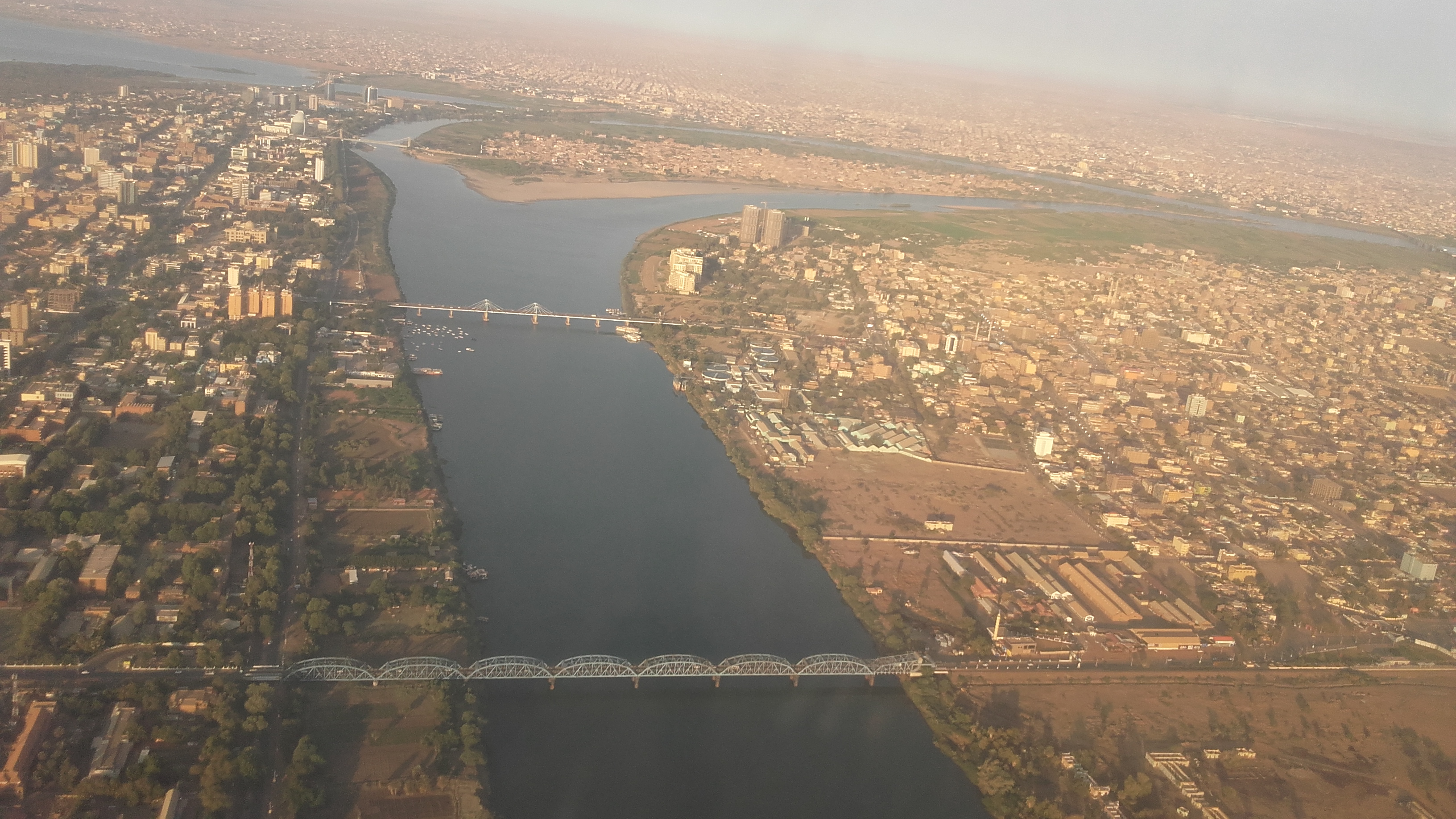
Vue aérienne de la confluence du Nil Bleu et du Nil Blanc au Soudan.

À la sortie du lac Tana, la rivière s'oriente tout d'abord vers le sud-est avant d'obliquer vers le sud, puis vers l'ouest. Peu avant la frontière avec le Soudan, il se dirige vers le nord-ouest. Il rejoint le Nil Blanc à Khartoum et la confluence des deux cours d'eau est alors connue comme le Nil.

### Longueur
La longueur du Nil Bleu, de sa source à son confluent, est d'environ 1 450 ou 1 460 km,, dont 800 km en Éthiopie. Certaines sources évoquent une longueur de 1 606 km. L'incertitude quant à sa longueur pourrait provenir du fait[réf. nécessaire] qu'il traverse des gorges quasiment impénétrables dans les hauts plateaux abyssins, d'une profondeur allant jusqu'à 1 500 m, comparables à celle du Grand Canyon aux États-Unis.

### Affluents
En Éthiopie, le Nil Bleu reçoit de nombreux affluents entre le lac Tana et la frontière soudanaise. D'amont en aval, les principaux sont :
Rive gauche
- Wanqa
- Bashilo
- Walaqa
- Wanchet
- Jamma
- Muger
- Guder
- Agwel
- Nedi
- Didessa
- Dabus

Rive droite
- Handassa
- Tul
- Abaya
- Sade
- Tammi
- Cha
- Shita
- Suha
- Muga
- Gulla
- Temcha
- Bachat
- Katlan
- Jiba
- Chamoga
- Weter
- Beles

Au Soudan, le fleuve reçoit la Dinder à Dinder. Il rejoint le Nil Blanc à Khartoum et forme le Nil.

## Hydrologie

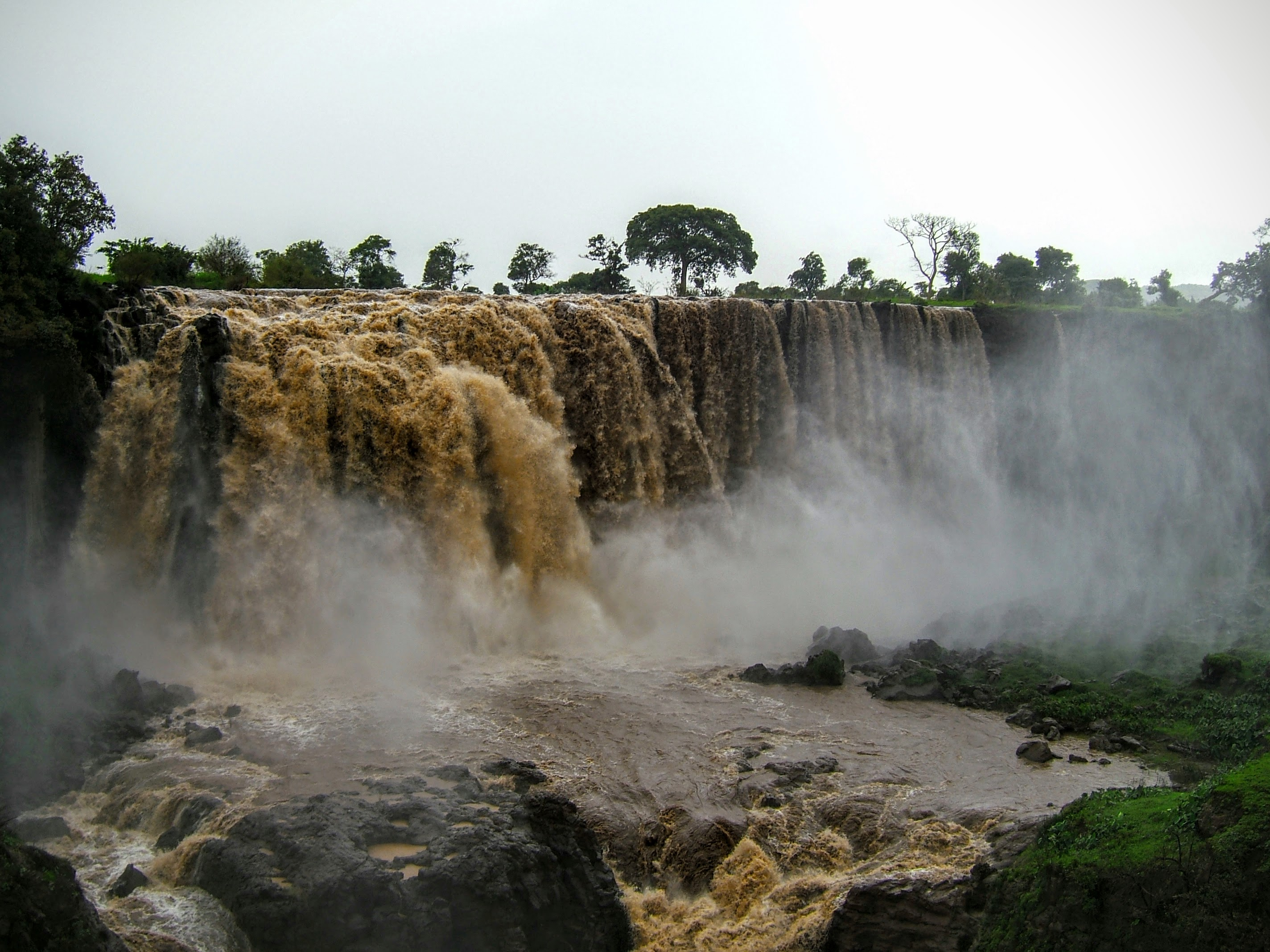
Les chutes du Nil Bleu à Tis Esat.

Le débit du Nil Bleu atteint son maximum pendant la saison humide (de juin à septembre), pendant laquelle il fournit plus des deux tiers du volume du Nil à Khartoum. Bien que plus court que le Nil Blanc, 59 % des eaux qui atteignent l'Égypte proviennent du Nil Bleu ; avec l'Atbara, affluent du Nil qui possède également sa source sur les plateaux d'Éthiopie, ce chiffre monte à 90 % du volume et 96 % des sédiments transportés. Ces deux cours d'eau étaient responsables des crues annuelles du Nil, qui contribuaient à la fertilité de la vallée du Nil (et à l'essor de la civilisation égyptienne antique), avant la construction en 1970 du haut barrage d'Assouan.
Le Nil Bleu est également important pour le Soudan, les barrages de Roseires et Sennar produisant 80 % de la puissance électrique du pays. Ces barrages permettent également d'irriguer la plaine de Gezira, qui produit du coton, du blé et des céréales animalières.

## Exploration européenne
Le premier Européen à avoir vu la source du Nil Bleu est Pedro Páez, un Jésuite espagnol qui l'atteint le 21 avril 1618. D'autres Européens vivant en Éthiopie à la fin du XVe siècle, comme Pêro da Covilhã, ont pu voir le fleuve avant Páez, mais n'ont pas atteint sa source. Celle-ci est également atteinte par le missionnaire jésuite Jerónimo Lobo en 1629 et par James Bruce en 1770.
Plusieurs explorateurs européens imaginent de tracer le cours du Nil Bleu depuis sa confluence avec le Nil Blanc, mais ses gorges, qui débutent quelques kilomètres après la frontière éthiopienne, découragent toutes les tentatives jusqu'à celle de Frédéric Cailliaud en 1821. La première tentative sérieuse est entreprise par l'Américain W.W. Macmillan en 1902, avec l'aide de l'explorateur norvégien B.H. Jenssen ; Jenssen tente de remonter le fleuve depuis Khartoum tandis que Macmillan le descend depuis le lac Tana. Cependant, les bateaux de Jenssen sont bloqués par des rapides à Famaka peu avant la frontière, et ceux de Macmillan sont détruits peu après leur lancement. Macmillan encourage Jenssen à recommencer la remontée en 1905, mais il est forcé de s'arrêter 450 km avant le lac Tana. Le consul Cheesman, qui à son arrivée en Éthiopie exprime son étonnement de constater que l'« une des rivières les plus célèbres du monde, dont le nom était bien connu des Anciens » est « indiquée sur la carte par des lignes pointillées », cartographie le cours supérieur du Nil Bleu entre 1925 et 1933. Il ne remonte pas le fleuve le long de ses berges mais le suit depuis les plateaux qui le surplombent, parcourant environ 8 000 km à dos de mule.
En 1968, à la demande de l'empereur Hailé Sélassié, une équipe de 60 militaires et scientifiques britanniques et éthiopiens, conduite par le capitaine John Blashford-Snell, descend pour la première fois le Nil Bleu depuis le lac Tana jusqu'à la frontière soudanaise. Afin de naviguer dans les rapides, l'équipe utilise des bateaux spécialement conçus par Avon Inflatables et des bateaux d'assaut britanniques modifiés.

## Source de conflit international
L'enjeu du contrôle du Nil Bleu est l'objet de tensions entre l'Égypte et l'Éthiopie pouvant être attesté jusqu'au XIe siècle[précision nécessaire]. Des tentatives de déviation du Nil Bleu, comme outil sur le champ diplomatique international, est déjà attesté sous le règne de David II d'Éthiopie, menaçant de bloquer son débit. Des projets de déviation sont envisagé par les britanniques, mais finalement rejetés avant l'invasion italienne de 1935. Bien que la source du bassin se situe dans les bassins Éthiopiens, le pays n'est pas intégré dans les discussions menant à l'Accord sur les eaux du Nil de 1959. En réaction, Haïlé Sélassié Ier rompt l'accord établit en 1948 reliant l'Église orthodoxe éthiopienne à l'Église d'Égypte. La construction du Haut barrage d'Assouan en 1971 puis l'attribution du contrôle des eaux à l'Egypte et au Soudan n'intègre pas non plus l'Éthiopie dans la réflexion.
Dans ce contexte de tension, la menace du blocage du Nil Bleu à l'intérieur du territoire éthiopien est relancée durant la guerre de l'Ogaden par Mengistu Haile Mariam, sans concrétisation. Des discussions sont entamées sur le sujet avec l'Égypte dans les années 1990 afin de garantir l'utilisation et le contrôle équitable des eaux du Nil Bleu.